# La Science de la logique
La Science de la logique (Wissenschaft der Logik) (1812-1816 et 1832), de Hegel est l'une des quatre œuvres systématiques publiées du vivant du philosophe, où il traite des catégories fondamentales de la pensée. Elle est aussi appelée Grande Logique en rapport avec la version abrégée, connue sous le nom de Petite Logique qui constitue la première partie de son Encyclopédie.

## Plan
Il s'agit d'un exposé de la logique hégélienne en trois livres : « La science pure ou Logique se décompose en trois parties, en la Logique de l'être, celle de l'essence et celle du concept ou de l'Idée ; - celle de la pensée immédiate, celle de la pensée réfléchissante et celle de la pensée qui, à partir de la réflexion, est allée en soi et qui, en sa réalité, est auprès de soi-même » (§ 37).
I. La Théorie de l’être

A. Qualité

a) Être

b) Être-là

c) Être-pour-soi

B. Quantité

a) La quantité pure

b) Le quantum

c) Le degré

C. La Mesure

II. La Théorie de l'essence
III. La Théorie du concept

## Éditions

### Éditions originales en allemand
- Première édition : Wissenschaft der Logik en deux volumes. Édition Schrag, Nuremberg 1812–1816
  - Volume 1, partie1, 1812. [lire en ligne]
  - Volume 1, partie 2, 1813. [lire en ligne]
  - Volume 2, 1816. [lire en ligne]
- Version révisée du volume 1, partie 1, éditeur Cotta, Stuttgart und Tübingen, 1832. [lire en ligne]

### Traductions françaises
- Hegel, Science de la Logique, quatre volumes, traduction Gwendoline Jarczyk et Pierre-Jean Labarrière, Paris, Kimé, 2007-2014 ;
- Hegel, Science de la Logique, trois volumes, traduction Bernard Bourgeois, Paris, Vrin, 2015-2016 [Présentation en ligne].